# Probostwo Kolegiaty św. Anny w Krakowie
Probostwo Kolegiaty św. Anny – zabytkowa kamienica znajdująca się w Krakowie, w dzielnicy I Stare Miasto przy ulicy św. Anny 11, na Starym Mieście.

## Historia
Budynek probostwa powstał w 1886 w wyniku połączenia dwóch średniowiecznych jednopiętrowych domów i nadbudowania ich o drugie piętro. Projekt przebudowy wykonał architekt Karol Knaus. Z pierwotnych budynków zachowały się późnogotyckie i renesansowe detale.
W budynku mieści się kancelaria i plebania parafii kolegiackiej oraz duszpasterstwo akademickie św. Anny
19 czerwca 1967 budynek został wpisany do rejestru zabytków. Znajduje się także w gminnej ewidencji zabytków.